# Venusia syngenes
Venusia syngenes là một loài bướm đêm trong họ Geometridae.